# Bernard Rubin
Bernard Rubin, född den 6 december 1896, död den 27 juni 1936, var en brittisk racerförare och pilot.
Rubin var son till en australiensisk pärlhandlare. Familjen flyttade till London 1908. Rubin deltog i första världskriget som artilleriofficer.
1928 körde Rubin sin första biltävling på Brooklands. Samma år vann han Le Mans 24-timmars, tillsammans med Woolf Barnato i en Bentley 4½ Litre. 1929 skadades Rubin i en olycka vid RAC Tourist Trophy. Han startade ett eget racingstall istället, med gamle Bentley-kollegan Tim Birkin som förare.
Rubin var även engagerad i tävlingsflygning. Han avled av tuberkulos 1936.